# Varathron
Varathron — греческая блэк-метал-группа, основанная в 1988 году.

## История
Музыкальный коллектив Varathron был основан в 1988 году в Афинах четырьмя музыкантами — Спиросом «Captain Death» Папанастассатосом (ударные), Джимом «Mutilator» (бас), Джоном (гитара) и Стефаном «Necroabyssious» (вокал). Свой первый музыкальный материал группа записала в октябре 1989 года в виде демозаписи Procreation of the Unaltered Evil. Демо привлекло к себе внимание хоть и было довольно низкого качества. Тем же составом была записана ещё одна композиция оккультной тематики The Great Seal of Graal, после чего в составе коллектива произошли изменения: пришёл новый барабанщик Темис, а также ещё один гитарист Ставрос. Новым составом в декабре 1990 года было записано второе демо Genesis of Apocryphal Desire, а месяцем позже на лейбле Black Vomit Records вышел мини-альбом One Step Beyond Dreams тиражом в 1000 экземпляров, которые разошлись в течение двух недель.
В 1992 году вышел сплит с другой известной греческой блэк-метал-группой Necromantia под названием The Black Arts/The Everlasting Sins. К этому времени Varathron уже завоевали статус культовой группы в зарождавшейся блэк-метал сцене. В конце 1993 года на лейбле Cyber Music Records наконец выходит дебютный альбом группы His Majesty at the Swamp. Запись альбома проходила в течение лета 1993 года, игрой на ударных занимался сессионный участник Вольфен. После записи альбома из группы ушли Джим «Mutilator» и Джим «Necroslaughter», последний из которых впоследствии организовал два своих проекта Zemial и Agatus. Однако в группу вскоре пришли Пирфорос (бас и гитара) и Адрастос (клавишные), в составе также остались Вольфен и участник из первого состава Стефан «Necroabyssious».
Новым составом был заключён договор с Unisound Records, который в 1994 году переиздал материал группы со сплита с Necromantia под названием Black Arts Lead To Everlasting Sins. Релиз вышел на CD и на виниле. Также в качестве бонуса в релз был включён EP One Step Beyond Dreams. В 1995 году тем же лейблом был выпущен второй альбом группы под названием Walpurgisnacht, после записи которого из группы ушёл Адрастос. На альбоме появились клавишные. В 1997 году на лейбле Cursed Productions вышло переиздание двух первых демозаписей группы в формате CD, куда также вошли ранее нереализованные композиции. В 1999 году Varathron заключают договор с польским Pagan Records, на котором выпустили EP The Lament of Gods. На альбоме можно слышать работу нового клавишника Билла «Crazy Wizard», а также, среди прочих композиций, кавер-версию группы Mercyful Fate Nuns Have No Fun. Эта композиция была специально записана для трибьют-альбома группе The Unholy Sounds of the Demon Bells, выпущенного лейблом Still Dead Productions. После выпуска EP последовали различные переиздания раннего материала группы: Pagan Records выпустили His Majesty at the Swamp в двух форматах — CD и винил — с добавлением бонус-трека; Ordealis Records переиздают две первые демозаписи на виниле; Mutilation Records выпускают двойной CD, включающий два первых полноформатных альбома, а также недавно вышедший EP The Lament of Gods.
Осенью 2004 года новым составом был записан третий альбом Crowsreign. На гитаре и на басу играл Ахиллес, на ударных — Харис. Вышел альбом в декабре 2004 года на лейбле Black Lotus Records, в 2005 году переиздан на виниле польским Agonia Records. С начала 2006 года Varathron впервые за 10 лет начали дават концерты.

## Состав

### Настоящий состав
- Стефан «Necroabyssious» — вокал
- Ахиллес — гитара
- Сотирис — гитара
- Стратос — бас
- Харис — ударные

### Бывшие участники
Гитара
- Джон (1988—1992)
- Ставрос (1990—1992)
- Джим «Necroslaughter» (1992—1993)
- Пирфорос (также бас) (1994-?)

Клавишные
- Адрастос (1994—1995)
- Билл «Crazy Wizard» (1995—2007)

Ударные
- Спирос «Captain Death» Папанастассатос (1988—1989)
- Темис (также известен под псевдонимом «Necrosauron») (1990—1992)

Бас
- Джим «Mutilator» (1988—1993)
- Апостолис

## Дискография
- 1989 — Procreation of the Unaltered Evil (демо)
- 1990 — Genesis of Apocryphal Desire (демо)
- 1991 — One Step Beyond Dreams (EP)
- 1992 — The Black Arts/The Everlasting Sins (сплит с Necromantia)
- 1993 — His Majesty at the Swamp
- 1994 — Black Arts Lead to Everlasting Sins (сплит с Necromantia)
- 1995 — Walpurgisnacht
- 1997 — Genesis of Apocryphal Desire (компиляция)
- 1997 — Sarmutius Pegorus Promo (промозапись)
- 1999 — The Lament of Gods (EP)
- 2004 — Varathron 1989/1991 (компиляция)
- 2004 — Live at the Swamp (концертная запись/демо)
- 2004 — Crowsreign
- 2009 — Stygian Forces of Scorn
- 2012 — Genesis of the Unaltered Evil (компиляция)
- 2014 — Untrodden Corridors of Hades
- 2018 — Patriarchs of Evil
- 2020 — Glorification Under the Latin Moon
- 2021 — Walpurgisnacht
- 2022 — The Confessional of the Black Penitents
- 2023 —  The Crimson Temple